# Emily Newnham
Emily Newnham (* 19. Mai 2004) ist eine britische Sprinterin und Hürdenläuferin, die sich auf den 400-Meter-Hürdenlauf spezialisiert hat.

## Sportliche Laufbahn
Erste Erfahrungen bei internationalen Meisterschaften sammelte Emily Newnham im Jahr 2023, als sie bei den U20-Europameisterschaften in Jerusalem in 57,02 s den vierten Platz über 400 m Hürden belegte. Bei den World Athletics Relays 2024 in Nassau wurde sie in 3:25,84 min Vierte im Finallauf über 4-mal 400 Meter und im Jahr darauf gewann sie bei den Halleneuropameisterschaften in Apeldoorn mit der Mixed-Staffel über diese Distanz in 3:16,49 min gemeinsam mit Alastair Chalmers, Joshua Faulds und Lina Nielsen die Bronzemedaille hinter den Teams aus den Niederlanden und Belgien. Zudem sicherte sie sich mit der Frauenstaffel in 3:24,89 min die Silbermedaille hinter dem niederländischen Team. Im Mai kam sie bei den World Athletics Relays in Guangzhou in der Mixed-Staffel sowie in der Frauenstaffel zum Einsatz, ehe sie bei der 1. Liga der Team-Europameisterschaft in Madrid in 50,84 s Fünfte im A-Lauf über 400 Meter wurde und mit der Mixed-Staffel mit 3:09,66 min auf Rang drei hinter den Teams aus Polen und Italien gelangte. Daraufhin siegte sie bei den U23-Europameisterschaften in Bergen mit neuem Meisterschaftsrekord von 54,08 s über 400 m Hürden sowie mit der Frauenstaffel mit neuem U23-Europarekord von 3:26,52 min.

## Persönliche Bestzeiten
- 400 Meter: 50,84 s, 27. Juni 2025 in Madrid
  - 300 Meter (Halle): 36,88 s, 15. Februar 2025 in Birmingham
  - 400 Meter (Halle): 52,16 s, 23. Februar 2025 in Birmingham
- 400 m Hürden: 54,08 s, 19. Juli 2025 in Bergen